# Spilopsocus avius
Spilopsocus avius är en insektsart som beskrevs av Courtenay N. Smithers 1964. Spilopsocus avius ingår i släktet Spilopsocus och familjen fransgaffelstövsländor. Inga underarter finns listade i Catalogue of Life.